# Crassimarginatella latens
Crassimarginatella latens är en mossdjursart som beskrevs av Cook 1968. Crassimarginatella latens ingår i släktet Crassimarginatella och familjen Calloporidae. Inga underarter finns listade i Catalogue of Life.